# Busserotte-et-Montenaille
Busserotte-et-Montenaille är en kommun i departementet Côte-d'Or i regionen Bourgogne-Franche-Comté i östra Frankrike. Kommunen ligger i kantonen Grancey-le-Château-Neuvelle som tillhör arrondissementet Dijon. År 2022 hade Busserotte-et-Montenaille 33 invånare.

## Befolkningsutveckling
Antalet invånare i kommunen Busserotte-et-Montenaille
Referens:INSEE